# Cova Gran de Santa Linya

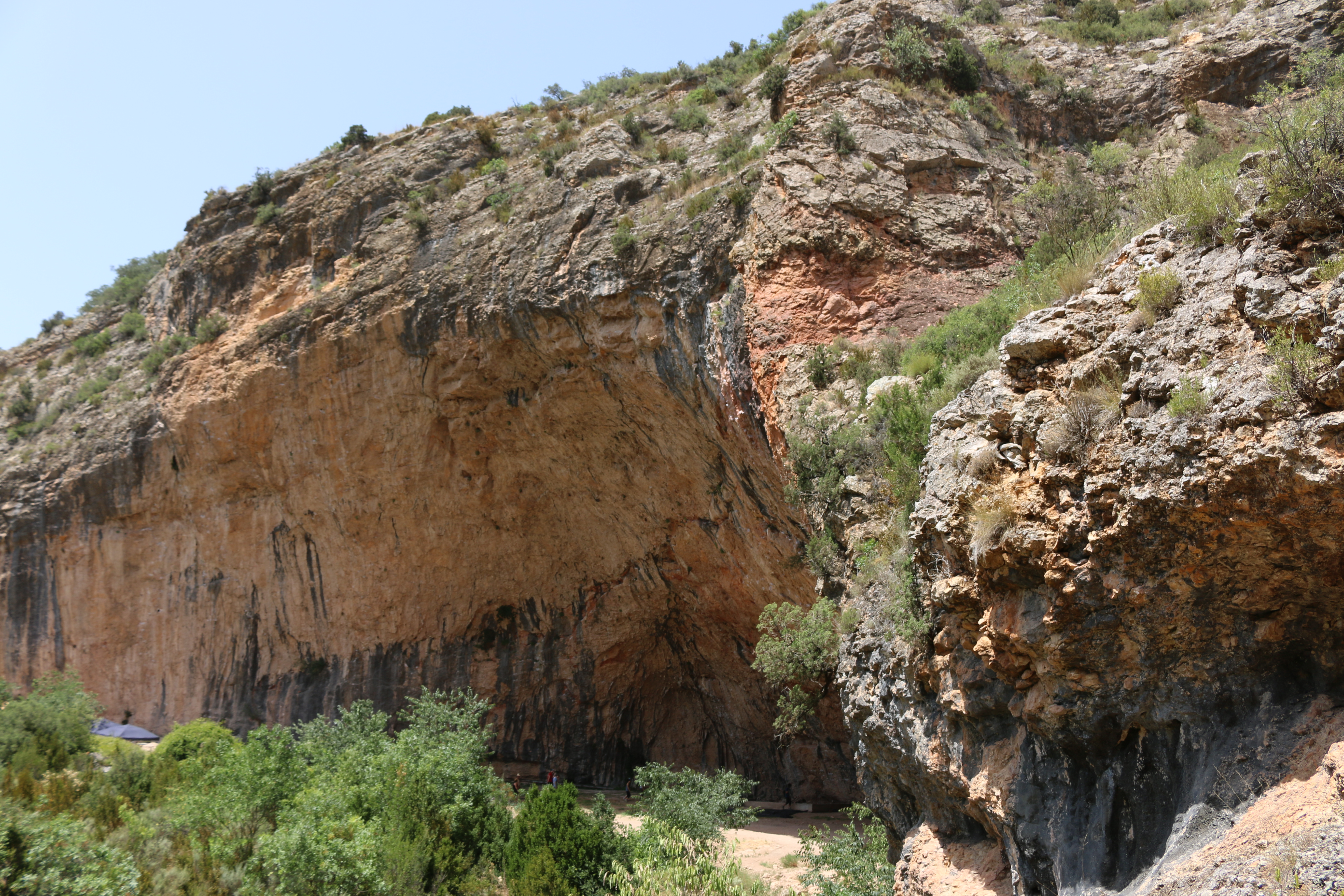
Cova Gran de Santa Linya, 2016

Die Cova Gran de Santa Linya (Katalanisch für ‚Große Höhle von Santa Linya‘), kurz Cova Gran, ist eine archäologische Fundstätte im Vorland der südöstlichen Pyrenäen in der katalanischen Provinz Lleida, Spanien. Der Abri liegt 385 Meter über dem Meeresspiegel in der Nähe der Gemeinde Les Avellanes i Santa Linya, oberhalb der Ebro-Niederung, auf der linken Seite der Sant-Miquel-Schlucht, eines Tales, das zum Noguera Pallaresa entwässert. 
Der Abri ist den Archäologen seit 2002 bekannt und wird seit 2004 erforscht, jedoch wurden bisher nur wenige Quadratmeter abgegraben, und auch das Liegende wurde noch nirgends erreicht. Am westlichen Höhlenrand konnten mehrere Bodenschichten unterschieden werden, die aufgrund von geborgenen Steinwerkzeugen auf eine Besiedlung von zunächst Neandertalern und später „modernen“ Menschen (Homo sapiens) schließen lassen.

## Abri
Der Abri hat eine Grundfläche von mehr als 2500 Quadratmetern und ist an den weitesten Stellen rund 92 × 83 Meter breit. Die Höhe beträgt bis zu 25 Meter. Sie wurde von einem Fluss aus einer Kalksteinformation (Bona Formation) ausgewaschen, die in der Oberkreide entstand. Der Boden besteht aus 3,0 bis 9,0 Meter dicken Sedimenten, die teils durch Wasser abgelagert, teils herein geschwemmt oder geweht wurden und seit ihrer Ablagerung weitgehend unverändert liegen geblieben sind.
Eine Nutzung durch Neandertaler und moderne Menschen konnte vor allem anhand von diversen Holzkohlefunden in unterschiedlich tiefen Bodenschichten mit Hilfe der Radiokohlenstoffdatierung für die Zeit von vor 41.308 ± 3979 bis vor 31.230 ± 260 Jahren (cal BP) nachgewiesen werden, ferner für moderne Menschen bis in die frühe Bronzezeit.

## Funde
Als besonders bedeutsam bezeichneten die Archäologen der Universitat Autònoma de Barcelona, dass sie in der Höhle die zeitliche Abfolge einer Nutzung durch Neandertaler und anatomisch moderne Menschen nachvollziehen konnten; die Höhle ist einer von ganz wenigen Fundplätzen in Europa, die in der Zeit kurz vor und kurz nach dem Aussterben der Neandertaler durch Individuen der Gattung Homo besiedelt worden war.
Entdeckt wurden in den oberen Bodenschichten mehrere tausend Steinwerkzeuge und Abschläge aus der Kultur des Aurignacien, in tieferen Bodenschichten hingegen zahlreiche Steinwerkzeuge und Abschläge aus der Kultur des Moustérien mit typischen Merkmalen der Levalloistechnik. Eine genaue Radiokohlenstoffdatierung der Schichten ergab, dass die frühesten Spuren moderner Menschen 40.000 bis 37.500 Jahre (cal BP) und die letzten Spuren der Neandertaler 43.000 Jahre (cal BP) alt sind. Zwischen diesen Fundschichten liegt eine „sterile“ Schicht ohne Siedlungsspuren. Die Forscher schließen daraus, dass es auch in dieser Höhle keinen unmittelbaren Wechsel der lokalen Bevölkerung von Neandertalern zu Homo sapiens gegeben hat.
Ferner wurden mehrere Gehäuse von Meeresschnecken aus dem rund 150 Kilometer entfernten Mittelmeer entdeckt, die auf ein Alter von 31.230 ± 260, 30.881 ± 216, 29.643 ± 244 und 26.066 ± 349 Jahre (jeweils cal BP) datiert wurden.
Eine Wiederbesiedelung der Höhle ist danach – beim Grabungsstand im Jahr 2012 und auch hier anhand von Holzkohlefunden – erst für die Zeit vor 20.000 bis 18.000 Jahren (cal BP) belegbar, also für das späte Solutréen / frühe Magdalénien sowie für die Zeit vor rund 7000 bis 4500 Jahren (cal BP).
Der Abric Pizarro ist ebenfalls eine archäologische Fundstätte in Les Avellanes i Santa Linya.

## Belege
1. ↑  Jorge Martínez-Moreno et al.: La Cova Gran de Santa Linya i el poblament humà del vessant sud dels Pirineus al Plistocè superior i al Holocè. In: Tribuna d’Arqueologia. Band 69, 2007, S. 69–92, Volltext (PDF). (Memento vom 8. September 2011 im Internet Archive)
2. ↑  Alfonso Benito-Calvo et al.: Sedimentological and archaeological fabrics in Palaeolithic levels of the South-Eastern Pyrenees: Cova Gran and Roca dels Bous Sites (Lleida, Spain). In: Journal of Archaeological Science. Band 36, Nr. 11, 2009, S. 2566–2577, doi:10.1016/j.jas.2009.07.012, Volltext (PDF). (Memento vom 8. September 2011 im Internet Archive)
3. ↑   Rafael Mora et al.: Chrono-stratigraphy of the Upper Pleistocene and Holocene archaeological sequence in Cova Gran (south-eastern Pre-Pyrenees, Iberian Peninsula). In: Journal of Quaternary Science. Band 26, Nr. 6, 2011, S. 635–644, doi:10.1002/jqs.1486, Volltext (PDF)
4. ↑  When did the first ‚modern‘ human beings appear in the Iberian Peninsula? Auf: eurekalert.org vom 15. März 2010.

Koordinaten: 41° 55′ 37,7″ N, 0° 48′ 45,8″ O